# Mistrzostwa Oceanii w Judo 1985
10. Mistrzostwa Oceanii w judo odbywały się w 1985 roku w Auckland. W tabeli medalowej tryumfowali zapaśnicy z Australii.

## Klasyfikacja medalowa
| Miejsce | Państwo        |    |    |    | Razem |
| ------- | -------------- | -- | -- | -- | ----- |
| 1       | Australia      | 11 | 6  | 8  | 25    |
| 2       | Nowa Zelandia  | 4  | 9  | 10 | 23    |
| 3       | Francja        | 1  | 0  | 0  | 1     |
| 4       | Nowa Kaledonia | 0  | 0  | 5  | 5     |
| Razem   | Razem          | 16 | 15 | 23 | 54    |

## Medaliści

### Mężczyźni
| Konkurencja: | Złoto:           | Srebro:          | Brąz:                           |
| −60 kg       | Gino Ciampa      | Richard Kent     | Jean-Jaques Mori Serge Pouillen |
| −65 kg       | Warren Rosser    | Gary Banks       | J. Fermington Steve Corkin      |
| −71 kg       | Michale Young    | John Moody       | Chris Smith H. Kosake           |
| −78 kg       | Bill Vincent     | Graeme Spinks    | Shaun O’Leary Greg Spice        |
| −86 kg       | Geoffry Watson   | Greg Matthews    | Chris Reynolds T. McPherson     |
| −95 kg       | Mike Smith       | Steven Doherty   | Wayne Watson Dean Lampkin       |
| ponad 95 kg  | Laurent Villiers | Clinton Rickards | Ray Matthews                    |
| Open         | Steven Doherty   | Clinton Rickards | Mike Smith Eddie Armien         |

### Kobiety
| Konkurencja: | Złoto:               | Srebro:               | Brąz:                      |
| −48 kg       | Cathy Grainger-Brain | Lois Walker           | Brenda Leftly              |
| −52 kg       | Christina Boyd       | Debbie Van Hoek       | Victoria Brown             |
| −56 kg       | Suzanne Williams     | Marguerita Fuentealba | A. Tangira                 |
| −61 kg       | Donna Guy            | Leah Smith            | Anne Marie Pepper          |
| −66 kg       | Kerrye Katz          | Helen Lewis           | Tracey Downs               |
| −72 kg       | Sheryl Trevena       | Ishiri Lagah          | V. Gvozdanovic             |
| ponad 72 kg  | L. Famer             | ----                  | ----                       |
| Open         | Suzanne Williams     | Donna Guy             | Christina Boyd Janet Poole |